# Folklandstingstad

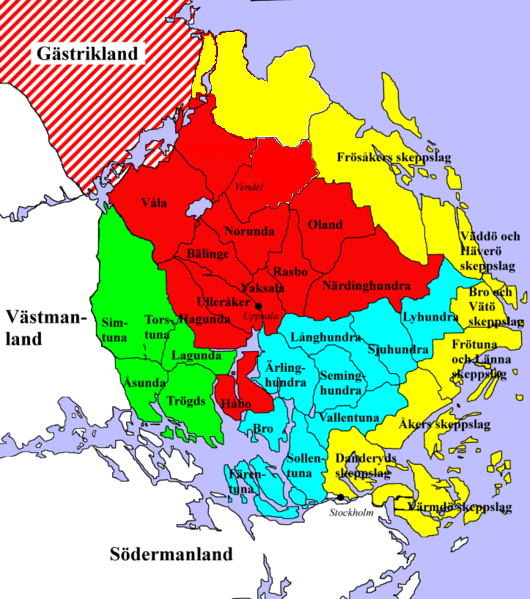
Folklanden i Uppland.

Folklandstingstad var under medeltiden tingsplats för folklandstinget i det uppländska folklandet Attundaland. Platsens lokalitet har diskuterats, men Lunda kyrka i Seminghundra härad i nuvarande Sigtuna kommun hålls numera som trolig. Närtuna kyrka i Långhundra härad i nuvarande Norrtälje kommun, cirka 5 kilometer nordost om Lunda, har också framförts som alternativ men det är möjligt att en del av aktiviteterna kom att flytta hit först efter att den ursprungliga platsen övergivits. Platsen utvecklades under medeltiden till en stadsliknande marknadsplats där aktiviteten kom att fortsätta också efter att Upplandslagens tillkomst år 1296 enat landskapets folkland till landskapet Uppland. 
Platsen kom sedermera att uppfattas som en konkurrent till staden Sigtuna och den nygrundade staden Stockholm och en rad kungliga dekret under slutet av 1200- och början av 1300-talet uppmanade invånarna att omedelbart upphöra med sin verksamhet och söka sig till någon av de större närliggande städerna. I ett brev utfärdat av kung Magnus Eriksson år 1332 uppmanades alla i staden som inte uttryckligen sysslade med jordbruk i folklanzthingstad att avflytta inom åtta dagar under hot om stränga straff. Efter att det sista brevet utfärdats år 1350 förefaller uppmaningen ha hörsammats och inga spår av Folklandstingstad eller dess bebyggelse kunde längre återfinnas. På en plats sydöst om Lunda kyrka kallad Tingsängarna kunde arbetsgruppen för Långhundraleden under en utgrävning i juni år 1983 finna ett cirka 40 centimeter djupt kulturlager som daterades till 1200- och 1300-talen.
Till tingsplatsen ledde en väg längs med Stockholmsåsens sträckning vilken kallas Attundavägen om vilka flera runstenar i området vittnar. Väger ska bland annat ha passerat mellan tingsplatserna i Seminghundra, Vallentuna och Sollentuna härader, den berömda Jarlabankes bro i Täby kyrkby, den vikingatida hamnen vid Edsviken för att slutligen landa i Kyrkhamn i Spånga socken där överfarten till Svartsjölandet och Färentuna härad historiskt var belägen. Vägen kan alltjämt spåras i markerna som en så kallad hålväg. Folklandstingstad låg vid denna tid också nära den så kallade Långhundraleden vilket betydde att platsen likaledes kunde nås med båt från större delen av Uppland och mälarbygden. Numera ligger området i korsvägen av andra skäl – endast 3 kilometer väster om platsen för Folklandstingstad uppfördes på 1950-talet Arlanda flygplats och platsen blev åter igen mötesplats för ett vitt spritt omland.